# James L. Venable
James Lewis Venable (Santa Mónica, California, 19 de mayo de 1967) es un compositor estadounidense que ha trabajado principalmente en cine y televisión. Es conocido por las bandas sonoras que compuso para las series animadas The Powerpuff Girls, Samurai Jack y Foster's Home for Imaginary Friends. Por esta última fue nominado a un premio Primetime Emmy a la mejor música de secuencia de apertura en 2005. También ha ganado cuatro Premios Annie por sus logros en la música de series animadas, desde 2001 hasta 2006. Entre los largometrajes en los que Venable ha trabajado como compositor se encuentran Jay and Silent Bob Strike Back, Scary Movie 3, 4 y 5 y EuroTrip. El 3 de agosto de 2004 lanzó un álbum de electrónica titulado Holding Space con el sello Screaming Fan Records.

## Filmografía

### Cine
| Año  | Película                                       | Director                                      | Nota                                           |
| ---- | ---------------------------------------------- | --------------------------------------------- | ---------------------------------------------- |
| 2001 | Iron Monkey                                    | Yuen Woo-ping                                 | Score compuesto para su lanzamiento en EE. UU. |
| 2001 | Jay and Silent Bob Strike Back                 | Kevin Smith                                   | 1.ª de 6 colaboraciones con Smith              |
| 2002 | The Powerpuff Girls Movie                      | Craig McCracken                               | —                                              |
| 2003 | Scary Movie 3                                  | David Zucker                                  | 1.ª de 3 colaboraciones con Zucker             |
| 2004 | EuroTrip                                       | Jeff Schaffer                                 | —                                              |
| 2004 | Jersey Girl                                    | Kevin Smith                                   | —                                              |
| 2004 | The Year of the Yao                            | Adam Del Deo James D. Stern                   | Documental                                     |
| 2005 | Deuce Bigalow: European Gigolo                 | Mike Bigelow                                  | Temas principales compuestos por John Debney   |
| 2005 | Venom                                          | Jim Gillespie                                 | Temas principales compuestos por John Debney   |
| 2006 | Scary Movie 4                                  | David Zucker                                  | —                                              |
| 2006 | Clerks II                                      | Kevin Smith                                   | —                                              |
| 2006 | Kickin' It Old Skool                           | Harvey Glazer                                 | —                                              |
| 2007 | The Last Day of Summer                         | Blair Treu                                    | Telefilme                                      |
| 2008 | Turok: Son of Stone                            | Curt Geda Dan Riba Frank Squillace Tad Stones | —                                              |
| 2008 | Superhero Movie                                | Craig Mazin                                   | —                                              |
| 2008 | Zack and Miri Make a Porno                     | Kevin Smith                                   | —                                              |
| 2008 | An American Carol                              | David Zucker                                  | —                                              |
| 2009 | Frequently Asked Questions About Time Travel   | Gareth Carrivick                              | —                                              |
| 2009 | I Hope They Serve Beer in Hell                 | Bob Gosse                                     | —                                              |
| 2010 | Justice League: Crisis on Two Earths           | Sam Liu Lauren Montgomery                     | Música adicional de Christopher Drake          |
| 2013 | Scary Movie 5                                  | Malcolm D. Lee                                | —                                              |
| 2013 | Jay & Silent Bob's Super Groovy Cartoon Movie! | Steve Stark                                   | —                                              |
| 2018 | Supercon                                       | Zak Knutson                                   | —                                              |
| 2019 | Jay and Silent Bob Reboot                      | Kevin Smith                                   | —                                              |
| 2022 | Clerks III                                     | Kevin Smith                                   | —                                              |

### Televisión
| Año       | Serie                               | Notas                                                |
| --------- | ----------------------------------- | ---------------------------------------------------- |
| 1998–2005 | The Powerpuff Girls                 | Con Stephen Rucker y Thomas Chase                    |
| 2000–2001 | Clerks: The Animated Series         | —                                                    |
| 2001–2004 | Samurai Jack                        | —                                                    |
| 2002–2006 | My Life as a Teenage Robot          | —                                                    |
| 2002–2003 | 3-South                             | —                                                    |
| 2003–2005 | Star Wars: Clone Wars               | con Jennifer Kes Remington                           |
| 2004–2009 | Foster's Home for Imaginary Friends | con Jennifer Kes Remington                           |
| 2008      | The Mighty B!                       | Solo el primer episodio Crédito de «música original» |
| 2014-2017 | Clarence                            | Con Simon Panrucker                                  |

### Videojuegos
| Año  | Juego                      | Notas           |
| ---- | -------------------------- | --------------- |
| 2007 | Spider-Man: Friend or Foe  | con Mike Reagan |
| 2019 | The Adventures of Breadman | —               |